# Barańce (Tatry)

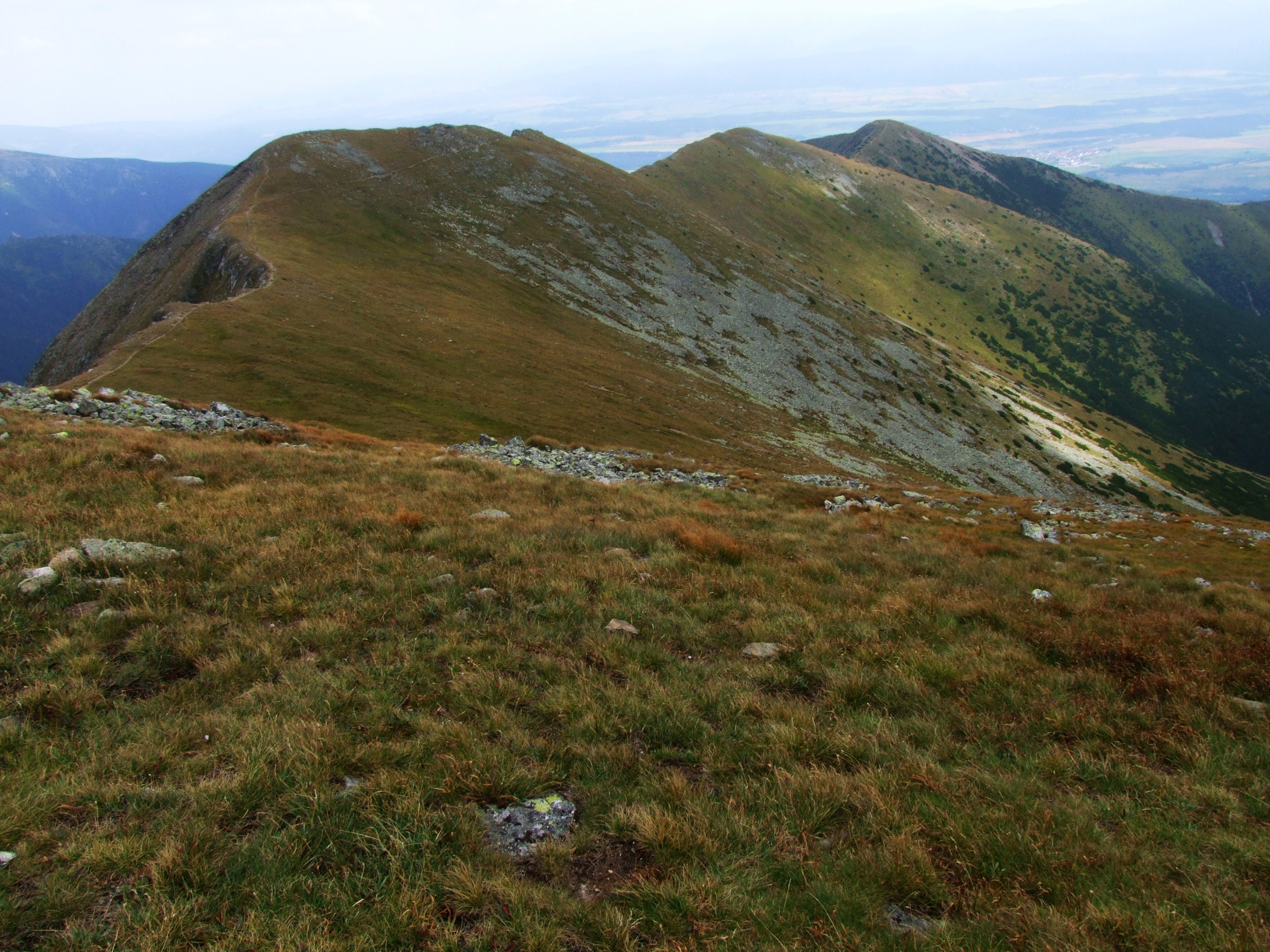
Południowo-wschodnia grań Barańców

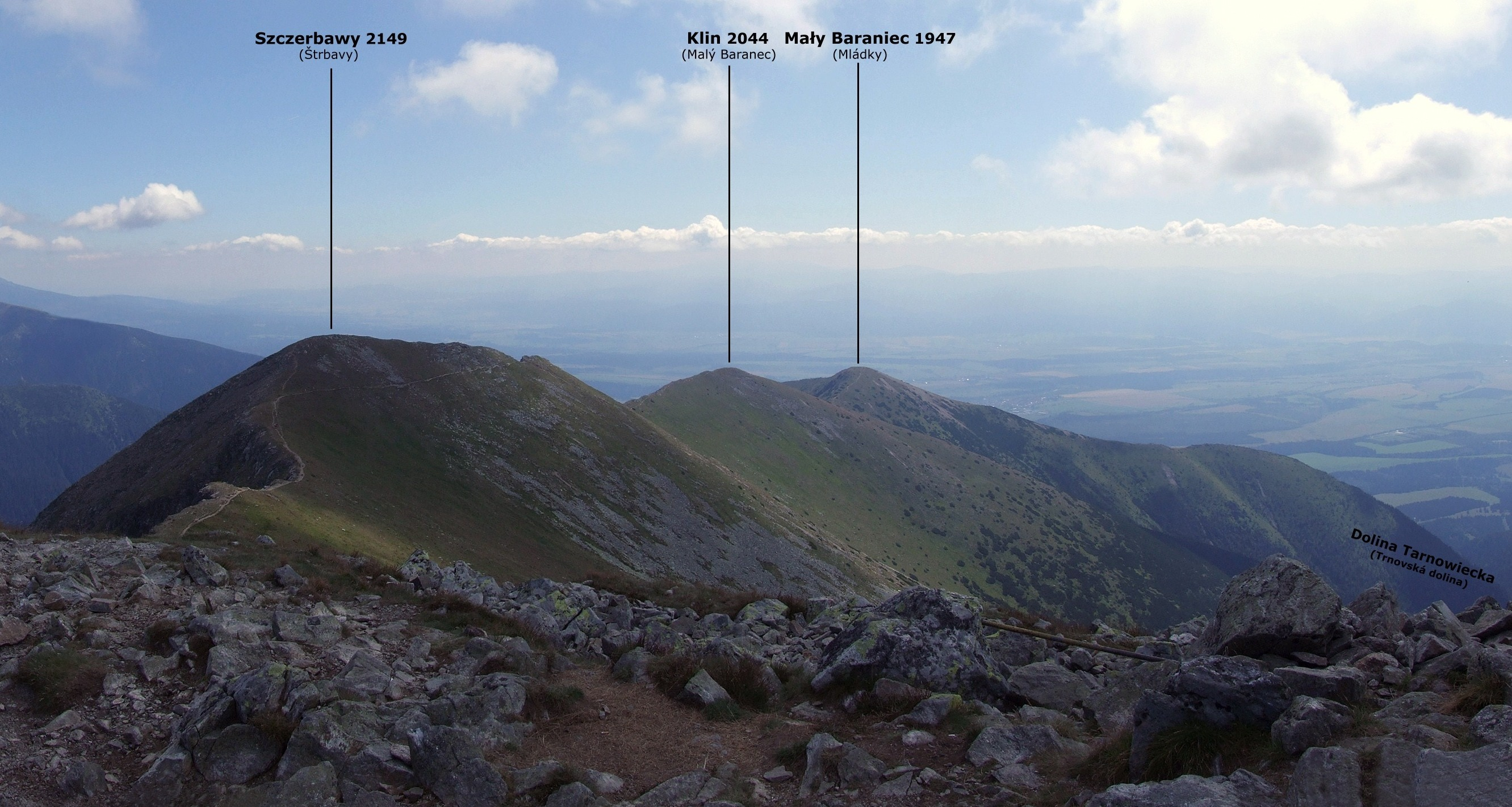
Południowo-wschodnia grań Barańców

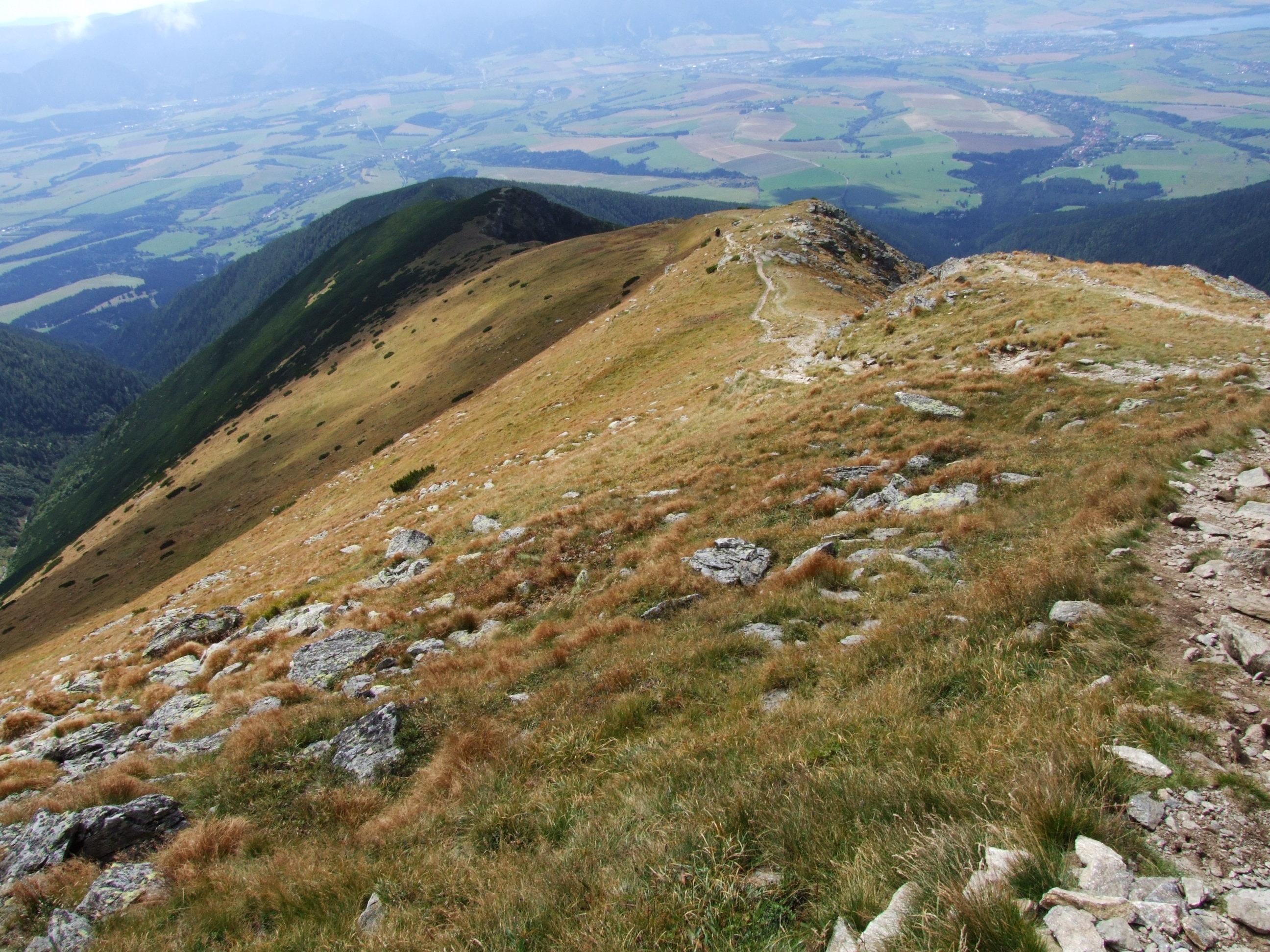
Południowo-zachodnia grań Barańców

Barańce, Baraniec (słow. Baranec) – boczny grzbiet górski w słowackich Tatrach Zachodnich, odbiegający od Rohacza Płaczliwego (2125 m) poprzez Żarską Przełęcz na południe. Oddziela on Dolinę Jamnicką od Doliny Żarskiej. Składa się z 4 grani odbiegających od Barańca, który jest szczytem zwornikowym i równocześnie najwyższym szczytem w tej grani (2184 m):
- grań północna poprzez Przełęcz nad Puste, Smreka (2072 m) i Żarską Przełęcz do Rohacza Płaczliwego,
- grań południowo-wschodnia poprzez Szczerbawy (2149 m), Klina (2044 m), Małego Barańca (1947 m) i Klinowate (1555 m) opadająca do Kotliny Liptowskiej,
- grań południowo-zachodnia poprzez Goły Wierch (1723 m) i Starą Stawkę (1299 m) opadająca do Kotliny Liptowskiej,
- grań zachodnia poprzez Łokieć opadająca do Doliny Żarskiej.

Pomiędzy południowo-wschodnią i południowo-zachodnią granią znajduje się Dolina Tarnowiecka. Barańce to wybitny grzbiet, jedna z największych bocznych odnóg Tatr Zachodnich. Ma dużą wysokość względną ponad dnami dolin u jego podnóży. W jego stokach znajduje się kilka wybitnych żlebów, którymi w zimie schodzą potężne lawiny. Dawniej był wypasany aż po szczyty. Górne partie o zaokrąglonej grani i kopulastych szczytach są na znacznej przestrzeni trawiaste. Ładne widoki na grań główną od Rohaczy po Banówkę, Wołowiec, Otargańce i niemal cały Liptów.

## Szlaki turystyczne
Granią Barańców przebiegają dwa szlaki turystyczne:
  – zielony z autokempingu „Raczkowa” przez Klinowate i Mały Baraniec na szczyt Barańca. Czas przejścia: 4 h, ↓ 3 h
  – żółty z Żaru przy wylocie Doliny Żarskiej przez Goły Wierch na szczyt, a dalej przez Smrek i Żarską Przełęcz na wierzchołek Rohacza Płaczliwego w grani głównej.
- Czas przejścia z Żaru na Baraniec: 4 h, ↓ 2:40 h
- Czas przejścia z Barańca na Rohacza Płaczliwego: 2:05 h, z powrotem tyle samo